# Ganbare Goemon 2: Kiteretsu Shōgun Magginesu
Ganbare Goemon 2: Kiteretsu Shōgun Magginesu (がんばれゴエモン2 奇天烈将軍マッギネス?  traducible como ¡Vamos! Goemon 2: ¡El muy extraño general McGuinness!) es un videojuego de plataformas publicado por Konami, originalmente para Super Famicom, en diciembre de 1993 en Japón. Es el segundo juego de la serie Ganbare Goemon para SNES. Este juego fue reeditado junto con el primer título para SNES Ganbare Goemon: Yuki-Hime Kyūshutsu Emaki (publicado fuera de Japón como The Legend of the Mystical Ninja) en un recopilatorio para Game Boy Advance titulado Kessakusen! Ganbare Goemon 1+2: Yuki-hime to Magginesu (傑作選!がんばれゴエモン1・2 ゆき姫とマッギネス?) que tampoco salió fuera de Japón. Ganbare Goemon 2: Kiteretsu Shōgun Magginesu marca el debut en la serie del robot gigante de Goemon, Impact, y también del ninja de cuerda, Sasuke como personaje jugable (había debutado previamente en The Legend of the Mystical Ninja como un jefe). El juego tiene similitudes con Super Mario World pero es más corto y podría decirse que mucho más difícil.

## Argumento
Después de salvar a la princesa Yuki y Edo, Goemon y Ebisumaru deciden tomar unas vacaciones en un resort en las Islas Ryūkyū, cuando de repente aparece Sasuke y les dice que Japón está amenazado por el general Magginesu, quien junto con su ejército de hombres- conejos, intenta occidentalizar Japón. Goemon, Ebisumaru y Sasuke se dirigieron al castillo de los conejos para detener a Magginesu. Cuando el trío partió para luchar contra Magginesu y sus conejos por todo Japón, Magginesu trama un plan para secuestrar a varios personajes.

## Jugabilidad
Ganbare Goemon 2 tiene un mapa similar al de Super Mario World, donde los niveles están organizados en un orden de mundos diferentes, cada uno de ellos contiene misiones, ciudades, castillos y robots gigantes. A diferencia de los juegos anteriores, los niveles ahora se pueden volver a jugar. Al igual que en Super Mario World, hay varias áreas que deben desbloquearse para acceder a otros caminos.
Los personajes pueden moverse (caminar o correr), gatear, saltar y atacar. Hay dos formas de atacar: con un arma de corto alcance o con proyectiles. Sin embargo, el uso de proyectiles consume monedas.
Los personajes jugables (Goemon, Ebisumaru y Sasuke) tienen diferencias; Goemon es el personaje con habilidades estándar que usa su pipa como su arma principal, y como proyectiles lanza monedas. Ebisumaru es lento y poco ágil, pero es el más fuerte del grupo y usa ventiladores para atacar, así como shurikens como proyectiles. Sasuke es rápido y ágil, pero no muy fuerte, y usa su kunai para cortar enemigos y proyectiles de petardos.
Las ciudades también están presentes en el mapa (separadas de otras etapas), en las que los personajes pueden comprar comida, armaduras, artículos y permanecer en una posada o registrar su progreso.
Al final de un mundo, siempre hay un castillo donde se esconde un jefe. En algunas zonas, el último paso es luchar contra un robot gigante, que debe ser derrotado dominando el robot gigante "Impact", parodiando así series de anime mecha como Grendizer. El juego luego cambia a la vista en primera persona, y controlamos Impact, con el que podemos golpear, enviar piezas gigantes (similares a las de Goemon) y bombas como proyectiles, también podemos advertir.
Como en el juego anterior, también hay tiendas con muchos minijuegos para jugar, incluida la secuela del juego arcade Xexex.
Varios otros personajes de Konami hacen breves apariciones en el juego, incluidos Simon Belmont (Castlevania), Sparkster (Rocket Knight Adventures), Noah, Ken y Miki (God Medicine), Gillian Seed (Snatcher), Pastel (TwinBee) y Dracula  como jefe oculto.
La mecánica del juego se recogió en el cuarto juego de SNES, Ganbare Goemon, Ganbare Goemon Kirakira Dōchū: Boku ga Dancer ni Natta Wake, y se recogió intencionalmente en el juego de PlayStation, Ganbare Goemon: Oedo Daikaiten, que comparte el mismo tema principal. El Game Boy Color, Ganbare Goemon: Hoshizorashi Dynamites Arawaru!! También se hizo cargo de la misma mecánica.

## Curiosidades
- En el capítulo 20 del manga Kimi to Pico-Pico: Bomberman y Ganbare Goemon, estos tres protagonistas están jugando a Ganbare Goemon 2 de la Super Famicom.